# Test pierwszości Fermata
Test pierwszości Fermata – probabilistyczny test umożliwiający sprawdzenie, czy dana liczba jest złożona, czy prawdopodobnie pierwsza. Jest jednym z najprostszych testów pierwszości i pomimo swoich wad jest wykorzystywany w algorytmach szyfrowania PGP.

## Zasada działania
Małe twierdzenie Fermata mówi, że jeśli {\displaystyle p} jest liczbą pierwszą i {\displaystyle a} nie dzieli się przez {\displaystyle p,} to
{\displaystyle a^{p-1}\equiv 1\ (\operatorname {mod} \,p).}
Aby stwierdzić, czy {\displaystyle p} jest pierwsza, można wybrać kilka losowych wartości {\displaystyle a} względnie pierwszych z {\displaystyle p} i sprawdzić, czy ta równość jest dla nich spełniona. Jeśli dla którejkolwiek z nich nie jest, to na pewno {\displaystyle p} jest liczbą złożoną. Jeśli wszystkie ją spełniają, {\displaystyle p} jest prawdopodobnie liczbą pierwszą albo pseudopierwszą
Używając algorytmu szybkiego potęgowania, możemy wykonać to w czasie {\displaystyle \mathrm {O} (k\cdot \log ^{3}n),} gdzie {\displaystyle k} jest liczbą losowo wybranych {\displaystyle a.}

## Wady
Istnieją liczby złożone (liczby Carmichaela), dla których równość z twierdzenia zachodzi dla wszystkich {\displaystyle a,} takich że {\displaystyle \operatorname {NWD} (a,n)=1}. Tym samym test ma bardzo duże prawdopodobieństwo uznania takich liczb za pierwsze.
W ogólności, jeśli n nie jest liczbą Carmichaela, wtedy co najmniej połowa {\displaystyle a\in (\mathbb {Z} /n\mathbb {Z} )^{*}} nie spełnia równości. Aby to udowodnić, należy założyć, że równość nie jest spełniona dla a i jest spełniona dla {\displaystyle a_{1},a_{2},\dots ,a_{s}.} Wtedy
{\displaystyle (a\cdot a_{i})^{n-1}\equiv a^{n-1}\cdot a_{i}^{n-1}\equiv a^{n-1}\not \equiv 1\ (\operatorname {mod} \,n),}
zatem równość nie jest też spełniona dla wszystkich {\displaystyle a\cdot a_{i}} dla {\displaystyle i=1,2,\dots ,s.}